# Преврат в Кипър (1974)
Превратът в Кипър от 1974 г. е военен преврат, извършен от кипърската армия и гръцката хунта.
На 15 юли 1974 г. те свалят законно избрания президент Макарий III Кипърски и го заменят със съединистки националист – Никос Сампсон, който формира марионетно правителство. Целта на този преврат е анексирането на остров Кипър от Гърция и създаването на Гръцка република Кипър.

## Ход на преврата
Превратът е разпореден от Димитриос Йоанидис, водеща фигура на гръцката хунта, и от гръцки офицери, водещи кипърската национална гвардия да превземе президентската резиденция в Никозия. Сградата е почти изцяло опожарена. Макарий едва избягва атаката. Той бяга от резиденцията си през задната врата и заминава за Пафос, където британците го чакат с хеликоптер в следобедните часове на 16 юли, и го транспортират от Акротири до Малта, а след още един ден и до Лондон. На 19 юли той присъства на заседание на Съвета за сигурност на ООН в Ню Йорк и произнася реч, в която заявява, че Кипър е нападнат от Гърция.
Новосъздаденият режим е описан като екстремистки марионетен режим на гръцката хунта. На 15 юли между 8 и 9 часа сутринта, водачите на преврата съобщават победата си по държавния канал на Кипър „Cyprus Broadcasting Corporation“ (Ραδιοφωνικό Ίδρυμα Κύπρου), казвайки че „армията се намеси, за да се реши проблематична ситуация. Макарий е мъртъв“. Въпреки това, преди полета си, Макарий съобщава, че е жив от самостоятелно излъчване от Пафос. Новото правителство силно цензурира пресата и левите вестници спират да се отпечатват. Само десните вестници „Махи“, „Етники“ и „Агон“ продължават издателската си дейност, но техният стил е силно пропаганден. Сампсон неоткрито обявява намерението си за еносис в дните след преврата, а след това се фокусира върху потискането на всякаква подкрепа за Макарий и силна пропаганда срещу неговото управление.
В отговор Рауф Денкташ, лидерът на кипърските турци, заявява, че той смята, че събитията са само сред кипърските гърци и призовава кипърските турци да не се противят. Кипърската армия не прави никакви опити да влезе в кипърските турски анклави, но претърсва кипърски гръцки и турски домове, а в смесените села конфискува оръжия. Турското правителство предявява претенции, че боеприпасите за преврата са транспортирани до Кипър от гръцката авиокомпания „Olympic Air“. Независимо че кипърските турци не са засегнати от преврата, Сампсон е разглеждан от тях като скандална фигура, поради неговите про-еносис настроения и „бруталната“ му роля срещу кипърските турци през 1963 г.
След преврата новосъздадената хунта започва акция срещу поддръжниците на Макарий, което води до редица смъртни случаи, а според Франк Хофмайстър и „значителен брой“. Броят на смъртните случаи от преврата остава спорен въпрос, тъй като Република Кипър смята убитите при преврата заедно с числото изчезнали в резултат на турското нашествие. Според Хараламбос Атанасопулос, най-малко 500 кипърски гърци са в списъка от 1617 изчезнали и смъртта им е причинена от турци и кипърски турци. Според турския вестник „Milliyet“, на 19 юли 1974 г. ожесточени сблъсъци се случват в Пафос и неговите околности, броят на загиналите кипърски гърци са около 300 цивилни и 30 гръцки войници, чиито тела са транспортирани до Атина.

## Последици
В отговор на военния преврат, на 20 юли 1974 г., Турция нахлува на острова позовавайки се на Гаранционния договор от 1960 г. Така Република Турция взима контрол над северната част на страната и разделя Кипър със Зелена линия, откъсвайки около една трета от общата територия на острова. Сампсон подава оставка, военният режим пада, а Макарий се завръща. Кипърските турци установяват самостоятелно правителство, което те наричат Турска федеративна държава Кипър (ТФДК) с Рауф Денкташ като президент. През 1983 г. те провъзгласяват Севернокипърската турска република в северната част на острова, която продължава да бъде де факто държава до наши дни.